# Régine Pernoud
Régine Pernoud (Château-Chinon-Ville, Nièvre, 17 de Junho de 1909 - Paris, 22 de Abril de 1998) foi uma  historiadora medievalista, arquivista e paleógrafa francesa do século XX. 
Recebeu o Prêmio Gobert em 1997.

## Biografia
Em 1929, licenciou-se, em letras, na universidade de Aix-en-Provence. Mais tarde, doutorou-se em letras, na  Ècole Nationale des Chartes e na École du Louvre. A historiadora trabalhou, como conservadora, em vários museus e arquivos. Dedicou-se, sobretudo, ao estudo da Idade Média.
Grande estudiosa e defensora da Idade Média, Régine Pernoud colocou em realce o papel da mulher na sociedade medieval. .Foi uma das grandes especialistas da vida de Joana d'Arc, sobre quem publicou diversos livros. O seu livro mais famoso, Pour en finir avec le Moyen Âge, (publicado, em português, como "O Mito da Idade Média"), recoloca no lugar devido, após 200 anos de perseguição, o período luminoso representado por essa época da História.

## Obras
- Essai sur l'histoire du port de Marseille des origines à la fin du XIIIe siècle, tese apresentada para o doutoramento na faculdade de Letras da Universidade de Paris, 1935
- L'Unité française, PUF, 1944
- Luz sobre a Idade Média - no original Lumière du Moyen Âge, Grasset, 1944
- Les villes marchandes aux XIVe et XVe siècles, impérialisme et capitalisme au Moyen-âge, La Table Ronde, 1948
- Vie et mort de Jeanne d'Arc; les témoignages du procès de réhabilitation 1450-1456, Hachette, 1953
- Les grandes époques de l'art en Occident, Ed. du Chêne, 1954
- Les Gaulois, Seuil, 1957
- Les Croisés, Hachette, 1959
- Un Chef d'état, Saint Louis de France, Gabalda et cie, 1960
- Histoire de la bourgeoisie en France; I. Des origines aux temps modernes; II. Les temps modernes, Seuil, 1960-1962
- Les Croisades, Julliard, 1960
- Croyants et incroyants d'aujourd'hui, Cerf, 1962
- Jeanne d'Arc par elle-même et par ses témoins, Seuil, 1962
- Notre Dame de Paris, La Documentation française, 1963
- L'histoire des rois mages : selon l'Évangile de saint Matthieu, Trianon, 1964
- La Formation de la France, PUF, 1966
- Aliénor d'Aquitaine, Albin Michel, 1966
- Héloïse et Abélard, Albin Michel, 1967
- 8 mai 1429, la libération d'Orléans, Gallimard, 1969
- L'histoire racontée à mes neveux, Stock, 1969 ilustrado por René Follet
- Jeanne devant les Cauchons, Seuil, 1970
- Beauté du Moyen Âge, Gautier Languereau, 1971
- La Reine Blanche, Albin Michel, 1972
- Les Templiers, PUF, col. Que sais-je?, 1974 , em Portugal: (Os Templários)
- Pour en finir avec le Moyen Âge, Seuil, 1977, em Portugal traduzido como: O Mito da Idade Média
- Les Hommes de la Croisade, Tallandier, 1977
- La Femme au temps des cathédrales, Stock, 1980 (em Portugal:A mulher no tempo das catedrais)
- Sources de l'art roman (avec Madeleine Pernoud), Berg international, 1980
- Jeanne d'Arc (avec Madeleine Pernoud), Seuil, 1981
- Christine de Pisan, Calmann-Lévy, 1982
- Le Tour de France médiéval : l'histoire buissonnière (com Georges Pernoud), Stock, 1982
- La Plume et le parchemin, Denoël, 1983
- Jeanne et Thérèse, Seuil, 1984
- Les Saints au Moyen Âge : la sainteté d'hier est-elle pour aujourd'hui ?, Plon, 1984
- Saint Louis et le crépuscule de la féodalité, A. Michel, coll. L' homme et l'événement, 1985
- Le Moyen Âge pour quoi faire ? (avec Raymond Delatouche et Jean Gimpel). Stock, 1986.
- Isambour : la reine captive, Stock, 1987
- Jeanne d'Arc et la guerre de Cent ans, Denoël, 1990
- La Vierge et les saints au Moyen âge, C. de Bartillat, coll. Esprits, 1991
- La spiritualité de Jeanne d'Arc, Mame, 1992
- Villa Paradis : souvenirs, Stock, 1992
- Hildegarde de Bingen : conscience inspirée du XIIe siècle, le Grand livre du mois, 1994
- J'ai nom Jeanne la Pucelle, coll. Découvertes Gallimard (nº 198), Paris: Gallimard, 1994
- Réhabilitation de Jeanne d'Arc, reconquête de la France, Éd. du Rocher-J.-P. Bertrand, 1995
- Richard Cœur de Lion, le Grand livre du mois, 1995
- Les Templiers, chevaliers du Christ, coll. Découvertes Gallimard (nº 260), Gallimard, 1995
- Celui par qui la Gaule devint chrétienne, Gallimard jeunesse, 1996
- Jardins de monastères, Actes Sud, 1996
- Martin de Tours, Bayard-Centurion, 1996
- Saint Jérôme : père de la Bible (avec Madeleine Pernoud), Éd. du Rocher, 1996
- Jeanne d'Arc, Napoléon : le paradoxe du biographe, Éd. du Rocher, 1997
- Histoire et lumière, Éd. du Cerf, 1998
- Visages de femmes au Moyen âge, Zodiaque, 1998

## Premiações
- Grand Prix de la Ville de Paris (Grande Prémio da Cidade de Paris), 1978
- Recompensada pela Academia Francesa pelo conjunto da sua obra, 1997